# Historia Internetu w Polsce
Historia Internetu sięga lat 60. XX wieku, jednak Polska, oddzielona żelazną kurtyną od państw Zachodu, uzyskała dostęp do Internetu (sieci opartej na protokole TCP/IP) w 1991 roku. W końcu lat 80. wykonywano natomiast połączenia z Polski do innych międzynarodowych sieci komputerowych (Fidonet i BITNET).

## 1980–1989
Przed upadkiem PRL w Polsce dokonano pierwszego pomyślnego połączenia z Zachodem za pomocą sieci Fidonet. Jednakże dostęp do międzynarodowych sieci komputerowych był zarezerwowany w zasadzie wyłącznie dla środowisk akademickich. Sytuacja ta uległa zmianie w latach 90. Na połączenie z siecią Internet trzeba było poczekać, aż zniesione zostały ograniczenia komitetu CoCom.
1986 lub początek 1987
- Uruchamiane pierwsze BBSy: Warszawa (Fido - Tadeusz Wilczek i Tomasz Zieliński), Gdańsk (Jacek Szelożyński[wymaga weryfikacji?][1], SAMBA - Krzysztof Radziuk) i Gdynia[2][3].

1987
- Pierwsze węzły Fidonetu w Polsce[4].

1988
- jesień – utworzony został polski region Fidonetu, zarządzany przez Jana Stożka (sysopa Fido). W skład regionu wchodziły: Fido BBS (Jacek Szelożyński[1]), DRILL BBS z Krakowa (Janusz Buchała) i MONTH BBS z Warszawy (Andrzej Bursztyński)[2][3].

1989
- 2 sierpnia – pierwszy numer „Donosów”, pierwszej polskiej gazety elektronicznej (później prenumerowanej głównie w środowisku naukowym za granicą, ISSN 0867-6860)[5][6].

## 1990–1999
Mimo iż początek samego Internetu sięga 1969, Polska nie uzyskała dostępu do niego aż pod koniec 1991. Wynika to z faktu, że Polska była jednym z krajów zza żelaznej kurtyny, przez co kontakt ze światem zewnętrznym był utrudniony, a w niektórych miejscach wręcz niemożliwy. Musieliśmy zatem poczekać aż do osłabienia Związku Radzieckiego w 1991 r. Właśnie w tym roku, na Uniwersytecie Warszawskim powstała NASK – Naukowa i Akademicka Sieć Komputerowa. Zadaniem tego zespołu było wprowadzenie Internetu do Polski. Pod kierownictwem Tomasza Hofmokla w sierpniu 1991 r. nawiązano pierwsze połączenie między Wydziałem Fizyki Uniwersytetu Warszawskiego a Uniwersytetem Kopenhaskim.
Osobą która nawiązała wtedy połączenie był fizyk, Rafał Pietrak. W oparciu o protokół IP, nawiązał on połączenie z Janem Sorensenem, pracownikiem Uniwersytetu w Kopenhadze. Mimo iż powszechnie uważa się, że połączeniem była wiadomość e-mail, w wywiadzie z Dziennikiem Gazety Prawnej, Rafał Pietrak przyznał, że tak naprawdę nie był to e-mail, tylko „zwykłe połączenie kabelków”, dzięki któremu udało się nawiązać łączność z Kopenhagą. Całe połączenie trwało tylko minutę.
Oficjalnie nasz kraj uzyskał dostęp do Internetu w grudniu 1991 r. Podłączone do sieci komputery znajdowały się w Warszawie, Krakowie, Toruniu i Katowicach. Początkowo prędkość Internetu nie była imponująca – osiągała mniej niż 10 kb/s i korzystały z niej tylko nieliczne firmy i instytucje.
Do 1994 r. internet w Polsce był prawie wyłącznie siecią akademicką. Rok później na Politechnice Gdańskiej powstała Wirtualna Polska (początkowo funkcjonująca jako katalog stron WWW), a w 1996 r. w Krakowie – OptimusNet, czyli Onet.
W 1996 r. Telekomunikacja Polska, wówczas największy operator telefoniczny w kraju, umożliwiła połączenie z siecią za pomocą modemu telefonicznego za pomocą numeru 0-20 21 22. Usługa ta zyskała popularność w latach 1998-2001, mimo iż szybkość internetu wynosiła 56 kb/s. W 1999 r. uruchomiono sprzedaż SDI, czyli Szybkiego Dostępu do Internetu, który nie blokował linii telefonicznej. Usługa nadal była jednak bardzo droga (jej instalacja kosztowała 856 zł, zaś abonament wynosił 139 zł miesięcznie) i tylko nieliczni mogli sobie na nią pozwolić. Użytkownicy woleli korzystać z internetu po 22:00, kiedy impuls naliczał się co 6, a nie co 3 minuty jak w ciągu dnia (każdy impuls kosztował 29 groszy). Inni korzystali z dostępnych kafejek internetowych, które również powstały w 1996 r.
W 1999 r. powstała pierwsza dostępna poczta elektroniczna – o2.pl. W tym samym roku w Krakowie zadebiutowała Interia.pl. Wtedy też powstawały polskie serwisy, będące odpowiedzią na Amazon, czyli Merlin i Allegro. W grudniu 2000 r. portal aukcyjny Allegro miał już 66 tys. zarejestrowanych użytkowników.
1990
- 14 lutego – COCOM znosi większość ograniczeń na sprzedaż technologii komputerowych do Polski[5].
- 6 kwietnia 1990 r. – CERN zwrócił się do szwajcarskiego zarządu telekomunikacji o wykonanie łącza dzierżawionego (czyli "sztywnego") pomiędzy CERN a Instytutem Fizyki Jądrowej w Krakowie (IFJ).
- 17 maja – Polska zostaje członkiem sieci EARN, połączonej z Internetem za pomocą BITFTP[9][10].
- 29 maja 1990 – po uzyskaniu zgody CERN, IFJ wystąpił do Ministerstwa Łączności i Telekomunikacji o wykonanie takiego samego łącza ze strony polskiej. Odpowiedzialnym za cały projekt za strony IFJ był dr Grzegorz Polok[11].
- czerwiec – w Usenecie powstaje grupa dyskusyjna soc.culture.polish, pierwsza grupa poświęcona Polsce.
- 15 lipca – ukazuje się pierwszy numer Pigułek założonych przez Marka Zielińskiego i Dave'a Philipsa[12].
- 17 lipca – następuje połączenie krajowego węzła PLEARN w Centrum Informatycznym UW z węzłem DKEARN w Kopenhadze. Połączenie z węzła DKEARN zlokalizowanego w UNI-C(inne języki) w Lyngby wykonał oddelegowany do Kopenhagi Tadeusz Węgrzynowski[13], który wysłał mail do uruchomionego serwera PLEARN przez Andrzeja Smereczyńskiego[14] z pozdrowieniami dla wszystkich w CI UW[15][16][5] - pierwsza wymiana emaili w sieci PLEARN (sieć BITNET). 25 października połączenie sieci z Wrocławiem, pierwszym miastem poza Warszawą[17]. W ciągu pierwszego roku od powstania węzła z poczty za pośrednictwem sieci EARN w Polsce skorzystało 10 tys. osób.
- 30 lipca – ustanowienie domeny krajowej .pl[18]
- 26 września 1990 r. – uruchomienie łącza z CERN. Miało ono następujące parametry techniczne: łącze analogowe, 9600 bit/sek., dwutorowe (duplex), jakość połączenia: M.1020[19] (Szybkość transmisji 9600 b/sek była w tamtym czasie standardem w Europie). Miesięczna opłata za to łącze wynosiła 13.452.400 złotych (starych)[11].
- 19 listopada 1990 roku – Instytut Fizyki Jądrowej w Krakowie otrzymał pierwszą w Polsce podsieć (192.86.14.0). Została ona nadana przez Ministerstwo Obrony USA, była to podsieć Klasy C, pozwalająca na podłączenie do światowej sieci maksymalnie 254 komputerów[11].
- 20 listopada 1990 r. – około południa (pomiędzy 10:57 a 13:25) zostały przesłane pierwsze emaile przez polski węzeł sieci CERN (sieć DECnet[20][21][22]). Jego autorami (nadawcami) w CERN byli wspólnie dr Grzegorz Polok i mgr Paweł Jałocha, a został on odebrany w Krakowie przez mgr. inż. Andrzeja Sobalę. Adres, na który został wysłany ten historyczny email to user%chopin.decnetuxplgw.cern.ch (serwer uxplgw był komputerem pośredniczącym, z lokalizacją w CERN, był elementem filtracji dostępu)[23][11].

1991
- 11 kwietnia – sieci WAWPOLIP zostaje przyznana klasa adresowa. Pod koniec sierpnia uruchomione zostaje pierwsze połączenie internetowe z Warszawy do Kopenhagi, z inicjatywy prof. dr. hab. Antoniego Kreczmara, dr. Rafała Pietraka i dr. Krzysztofa Hellera. Cyfronet w Krakowie buduje Internet, korzystając z przemyconego przez COCOM routera CISCO.
- kwiecień – powstaje Naukowa i Akademicka Sieć Komputerowa (NASK).
- połowa sierpnia – Rafał Pietrak, pracownik Wydziału Fizyki UW, wysłał pierwszego e-maila po protokole TCP/IP z budynku Wydziału Fizyki UW z ul. Hożej 74 przez Centrum Informatyczne UW (pokój nr 3 CIUW) do Kopenhagi[24][25]. Data 17 sierpnia uznawana jest za początek Internetu w Polsce[26][27][28].
- 23 sierpnia – z Hamburga przychodzi pierwsza odpowiedź na pocztę elektroniczną wysłaną z Polski[25]. W styczniu liczba użytkowników sieci w Polsce przekracza 2000.
- początek września - uruchomienie stałego połączenia internetowego z Europą[29].

1992
- pierwszy komercyjny dostawca Internetu – ATM S.A.

1993
- sierpień – pierwszy polski serwer WWW, www.fuw.edu.pl.

1994
- czerwiec – powstaje Maloka BBS, pierwszy BBS oferujący komercyjny dostęp do Internetu.

1995
- marzec – wdrożenie programu Internet dla Szkół powstałego z inicjatywy informatyków z Wydziału Fizyki UW, którego celem była popularyzacja zastosowania Internetu w edukacji. Program wspierany był przez największych krajowych producentów sprzętu komputerowego[30].
- 5 lipca – rejestracja organizacji „Polska Społeczność Internetu”, której celem było propagowanie rozwoju polskiego Internetu.

1996
- kwiecień – Telekomunikacja Polska SA uruchamia ogólnodostępny numer 0-20 21 22, pozwalający na połączenie z Internetem przez modem telefoniczny[31][32].
- grudzień – pierwsze darmowe konta poczty elektronicznej, oferowane przez Polbox.

1999
- 1 kwietnia – powstanie portalu Merlin.pl w odpowiedzi na Amazon.
- 29 listopada – rozpoczyna się pilotażowa sprzedaż SDI (Szybki Dostęp do Internetu, Stały Dostęp do Internetu) oferowana przez TP S.A. zapewniająca stałe łącze z internetem bez blokowania linii telefonicznej. Usługa oferująca dostęp z prędkością 115 kbit/s oferowała również stały adres IP.
- 13 grudnia – powstanie portalu Allegro.

## 2000–2009
Pierwsze lata XXI wieku to olbrzymi wzrost liczby użytkowników stacjonarnego Internetu w Polsce, spowodowany pojawieniem się na rynku tanich usług stałego dostępu do Sieci oraz powstaniem portali społecznościowych.
Około 2000 roku pojawiła się usługa WAP w telefonach komórkowych, będąca namiastką www i mobilnego internetu. W tym czasie można było korzystać z e-maila w telefonie bez załączników graficznych. Po WAP udostępniono w telefonach takie usługi jak np. czat czy lokalizacja użytkowników sieci oraz usług. 
15 stycznia 2001 r., Telekomunikacja Polska wprowadziła na rynek usługę Neostrady, która umożliwiła większy i szybszy przesył danych (256 kb/s, 512 kb/s, 1 Mb/s i 2 Mb/s), lecz był on też droższy (abonament miesięczny odpowiednio 300, 500, 1000 i 1500 zł). Poza ceną, dodatkowym utrudnieniem było ograniczenie terytorialne – z początku, Neostrada była dostępna tylko dla mieszkańców Warszawy.
Dopiero 1 czerwca 2004 r. pojawił się pierwszy, zdecydowanie tańszy pakiet Neostrady. Mimo iż był on trochę wolniejszy, przy prędkości 128 kb/s, kosztował zaledwie 59 zł brutto miesięcznie. Ten ruch TP znacząco wpłynął na wzrost popularności internetu w Polsce. W następnych latach, szybkość internetu wzrosła, a ceny zmalały (aczkolwiek to wynikało głównie z chęci TP pozostania liderem pod względem liczby klientów).
W latach 2004–2005 dzięki technologii EDGE/GPRS pojawiła się możliwość transmisji danych i na rynku pojawiły się pierwsze modemy z dostępem do mobilnego internetu. Wraz z modernizacją sieci telefonii komórkowej do standardu UMTS wzrosła przepustowość łączy i szybkość transmisji. W roku 2006 Plus i Era uruchomiły komercyjnie internet szerokopasmowy przez UMTS.
2000
- marzec – Telefonia Dialog uzyskuje koncesję na świadczenie usług dostępu do Internetu w całym kraju, jako drugi operator po TPSA[potrzebny przypis].

2001
- 15 stycznia – TPSA uruchamia usługę Neostrada, umożliwiającą stały dostęp do Internetu poprzez linię telefoniczną.

2002
- 30 sierpnia – uwolnienie przez Ministerstwo Obrony Narodowej m.in. pasma częstotliwości 2400 do 2485 MHz od pozwoleń na nadawanie dla urządzeń o mocy poniżej 100 mW EIRP[34][35], żywiołowy rozwój bezprzewodowego internetu stacjonarnego w Polsce w oparciu o sieci WLAN.

2008
- 14 milionów internautów w Polsce[36].

## Od 2010
Z biegiem czasu, zapotrzebowanie na internet stawało się coraz większe. Odpowiedzią na te potrzeby jest m.in. internet światłowodowy, który może osiągnąć prędkość 1 GB/s. Jest to możliwe dzięki przesyłaniu danych za pomocą fali świetlnej.
Mimo iż światłowody rozprzestrzeniły się głównie w ostatnich latach, to w Polsce znajdują się już od roku 1978, kiedy to w Lublinie, na Uniwersytecie Marii Curie-Skłodowskiej został zaprojektowany a następnie stworzony pierwszy światłowód w Polsce.
Z internetem światłowodowym może łączyć się jednocześnie wiele domowych urządzeń bez widocznych spadków prędkości. Światłowód jest też odporny na niekorzystne warunki atmosferyczne. To coraz częściej wybierany rodzaj internetu w Polsce, a jego dostępność stale rośnie. W 2017 r. najdłuższy światłowód w Polsce należał do Orange i wynosił 100 tys. kilometrów.
| rok  | liczba internautów (w mln) | źródło |
| ---- | -------------------------- | ------ |
| 2011 | 16                         | [ 38 ] |
| 2012 | 17,2                       | [ 39 ] |
| 2013 | 18                         | [ 40 ] |
| 2014 | 23                         | [ 41 ] |
| 2015 | 25,7                       | [ 42 ] |
| 2016 | 27,5                       | [ 43 ] |
| 2017 | 27,6                       | [ 44 ] |
| 2018 | 28                         | [ 45 ] |
| 2019 | 27,7                       | [ 46 ] |
| 2020 | 29                         | [ 47 ] |
| 2021 | 29,7                       | [ 48 ] |
| 2022 | 29,6                       | [ 49 ] |
| 2023 | 29,7                       | [ 50 ] |
| 2024 | 29,7                       | [ 51 ] |